# Siaspiqa

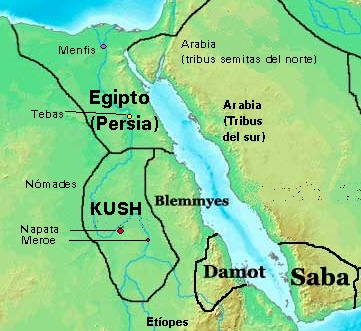
Mapa de Kush, a. C.

Siaspiqa fue rey de Kush (Nubia) en el s. V a. C., en el llamado período Napata.
Otras grafías de su nombre son: Siaspiqo, Siaspi-qo, Si'aspiqo o Sa'asheriqa.

## Biografía

Mapa de Napata.

Fue hijo del rey Amaniastabarqa, quien reinó entre 510 y 487 a. C. Según algunos historiadores, sucedió a su padre y su reinado se extendió entre el 487 a. C. y el 468 a. C.
Si bien lo anterior es en general lo aceptado, según algunas líneas dinásticas a la muerte de Amaniastabarqa asumió el poder su hermano Astabarqameni, lo que no sería extraño teniendo en cuenta que entre los kushitas la sucesión era en primer lugar entre hermanos y sólo extinguida la primera generación el poder pasaba a los hijos. Según esta corriente, a Astabarqameni lo sucedieron sus hijos Asasheraq y brevemente Weterik, tras lo que finalmente en el 478 a. C. habría asumido Siaspiqa.
Tomó como nombre real Segerejtauyra ("Ra es el pacificador de las dos tierras"). Su reina fue Piye-qewqa, con quien tuvo al menos un hijo, Nasajma.
No se sabe más de su reinado. El principal evento histórico que necesariamente debe haber afectado la política del reino afectó a Egipto. El Imperio persa continúa controlando ese país pero a poco de comenzar el reinado de Siaspiqa (si empezó en el 487), estalla en 486 a. C. la primera rebelión contra los persas. 

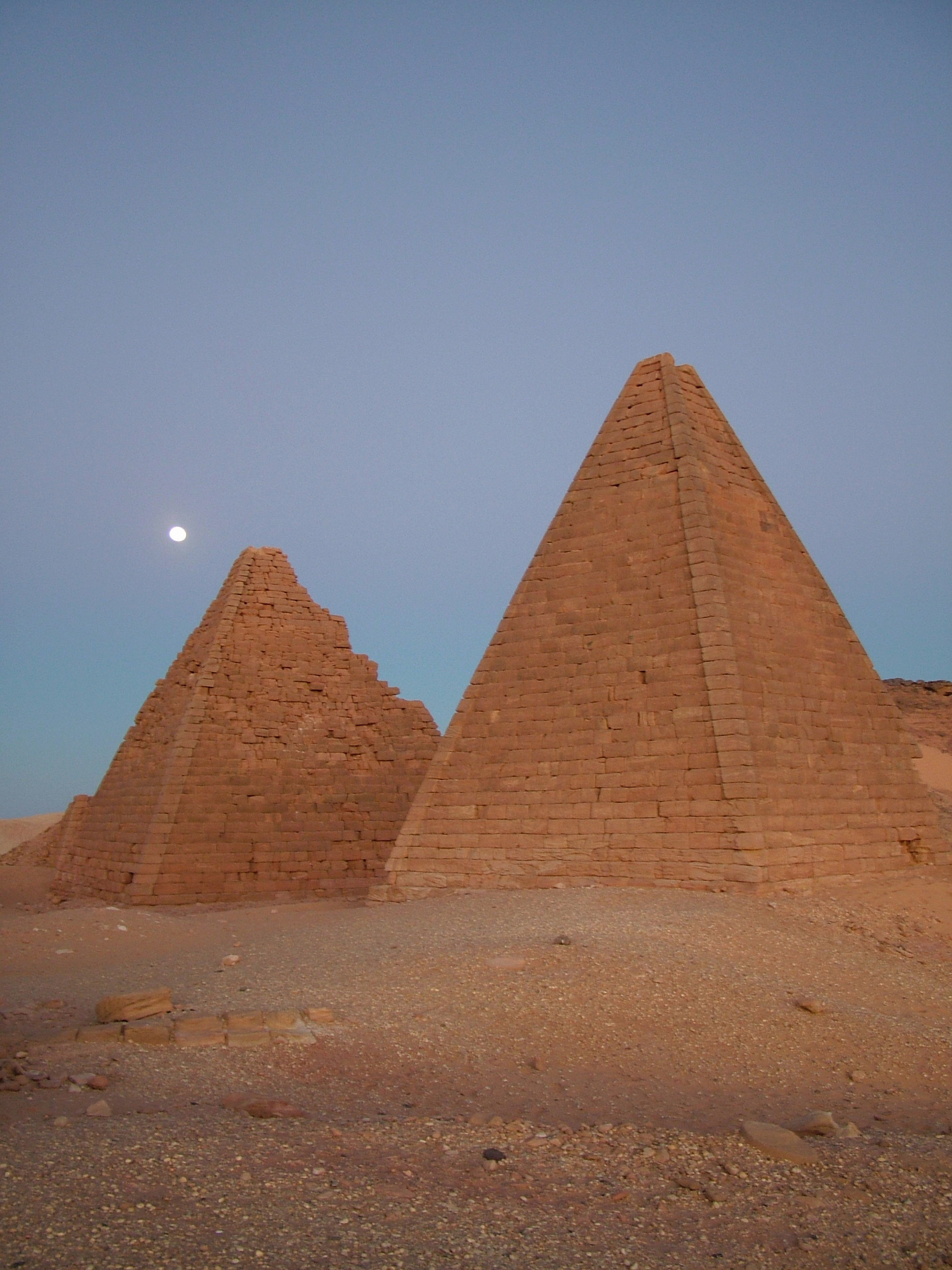
Pirámides de Barkal.

En efecto, ante la noticia de la derrota de Darío en Grecia (Maratón empieza a gestarse lentamente la rebelión que desembocará en la masacre de la guarnición de Menfis y en la elección de un soberano nativo, Khabash, quien fortificó la costa y se preparó para el contraataque persa. Fallecido Darío, su sucesor Jerjes envió a su hermano Aquemenes a reprimir la rebelión, lo que consigue rápidamente (484 a. C.). Desde entonces Aquemenes sirvió como sátrapa de Egipto, hasta la rebelión de Inaro. 
Si bien es probable que Kush continuara en un relativo aislamiento, llama la atención la oportuna elección de un nombre real que hace referencia a la unificación de las dos tierras, por lo que no es irrazonable suponer una expectativa oportunista en ese sentido que probablemente se tradujera en apoyo abierto o no a los rebeldes, como sucedería durante el reinado de Aman-nete-yerike. 
Murió en el 468 a. C. y fue sucedido por su hijo Nasajma. Siaspiqa fue enterrado en la necrópolis de Nuri. Su pirámide es la clasificada como N.º 4. Su viuda fue enterrada en la N.° 29.

### Imágenes
- Adornos, tabletas votivas, lanzas, Museo of Fine Arts, Boston (enlace roto disponible en Internet Archive; véase el historial, la primera versión y la última).
- Lanza de bronce, Museo of Fine Arts, Boston (enlace roto disponible en Internet Archive; véase el historial, la primera versión y la última).

| Predecesor: (Período Napata) - Amaniastabarqa | Rey de Kush Período Napata | Sucesor: Nasajma - (Período Napata) |

- Datos: Q113267